# George E. Forsythe
George Elmer Forsythe (* 8. Januar 1917 in State College, Pennsylvania; † 9. April 1972 in Stanford, Kalifornien) war ein US-amerikanischer Mathematiker und Informatiker, der sich mit Numerischer Mathematik beschäftigte. Er gründete die Informatikabteilung in Stanford, eine der ersten unabhängigen Informatikabteilungen des Landes.

## Leben
Forsythe stammte aus einer Quäker-Familie. Sein Vater Warren Forsythe war Professor für Medizin an der University of Michigan in Ann Arbor, wo George Forsythe aufwuchs. Er interessierte sich früh für Rechenmaschinen und studierte ab 1933 Mathematik am Swarthmore College sowie ab 1937 an der Brown University, wo er 1941 bei Jakob Davidowitsch Tamarkin promoviert wurde (Riesz summability methods of order r, Cesaro summability of independent random variables). Ein weiterer Lehrer an der Brown University war ab 1939 William Feller. Während des Zweiten Weltkriegs forschte und arbeitete er als Meteorologe, zuerst an der University of California, Los Angeles (UCLA), anschließend im Verteidigungsministerium der Vereinigten Staaten und für die United States Air Force in Asheville. Daraus entstand 1945 das Buch Dynamic Meteorology mit William Gustin und Jörgen Holmboe. 1945 war er für ein Jahr bei Boeing in Seattle, wo er die ersten Lochkarten-Computer einführte, und war danach bei John Holmboe in der Fakultät für Meteorologie an der UCLA. Ab 1948 wechselte er zur Abteilung Numerische Mathematik am National Bureau of Standards in Los Angeles, wo er die Entwicklung eines Computers für Wettervorhersagen begleitete (SWAC (Standards Western Automatic Computer)). Nach der Auflösung des Instituts 1954 wechselte er mit anderen Kollegen an die UCLA. 1955/56 war er am Courant Institute of Mathematical Sciences of New York University und ab 1957 Professor an der Stanford University. Dort gründete er 1961 eine Informatikabteilung, die 1965 eigenständige Fakultät mit Forsythe als Leiter wurde. Er baute sie zu einer der führenden Informatikzentren der USA aus. 1966/67 war er an verschiedenen Universitäten und Rechenzentren in Europa.
George Forsythe starb mit nur 55 Jahren an Bauchspeicheldrüsenkrebs. Er war seit 1941 mit Alexandra Illmer verheiratet, die mit ihm Mathematik studierte, und hatte einen Sohn und eine Tochter. Alexandra (Sandra) Forsythe war Ko-Autorin des ersten elementaren Informatiklehrbuchs (Computer Science. A Primer, Wiley 1969). Wegen seiner führenden Rolle in der Etablierung der Informatik in der Lehre bezeichnete ihn Donald Knuth als Martin Luther der Computer-Reformation.
Forsythe war Herausgeber der Buchreihe Automatic Computation im Verlag Prentice-Hall. Er veröffentlichte auch 1956 eine Bibliographie russischer Mathematikbücher. Zu seinen Doktoranden zählen Richard P. Brent und Cleve Moler.

## Schriften
- Bibliography of Russian Mathematics Books, New York, Chelsea Publ., 1956
- mit Wolfgang Wasow: Finite-Difference Methods for Partial Differential Equations, Wiley 1960, Dover 2004
- mit Cleve Moler: Computer Solution of Linear Algebraic Systems. Prentice-Hall 1967
- Numerical analysis and partial differential equations. Contemporary state of numerical analysis, Wiley 1958 (mit Paul C. Rosenbloom: Linear partial equations)
- mit Michael A. Malcolm und Cleve Moler: Computer methods for mathematical computations. Prentice-Hall 1977
- mit David Kahaner, Cleve Moler und Stephen Nash: Numerical methods and software. Prentice Hall 1988
- mit Jörgen Holmboe und William Gustin: Dynamic Meteorology. Wiley/Chapman and Hall 1945
- Solving linear algebraic equations can be interesting. (PDF; 3,4 MB) Bull. AMS 59 (1953) S. 299–329.
- What to do till the computer scientists comes, American Mathematical Monthly, Band 75, 1968, S. 454. (erhielt den Lester Randolph Ford Award)
- Pitfalls in computation, or why a math book isn´t enough, American Mathematical Monthly, Band 77, 1970, S. 931. (erhielt ebenfalls Lester Randolph Ford Award)